# Hypolimnas heteromorpha
Hypolimnas heteromorpha är en fjärilsart som beskrevs av Johannes Karl Max Röber 1891. Hypolimnas heteromorpha ingår i släktet Hypolimnas och familjen praktfjärilar. Inga underarter finns listade i Catalogue of Life.